# Савич Павло Федорович
Павло́ Фе́дорович Са́вич — український радянський архітектор.

## Біографія
Навчався на архітектурному факультеті Київського художнього інституту, учень Павла Альошина.
На початку 1930-х років працював у Першій архітектурній майстерні Архітектурної палати України Київської міськради. 
1937 року архітектора репресували. На засланні пробув до 1944 року. Згодом реабілітували.

## Архітектурні проєкти

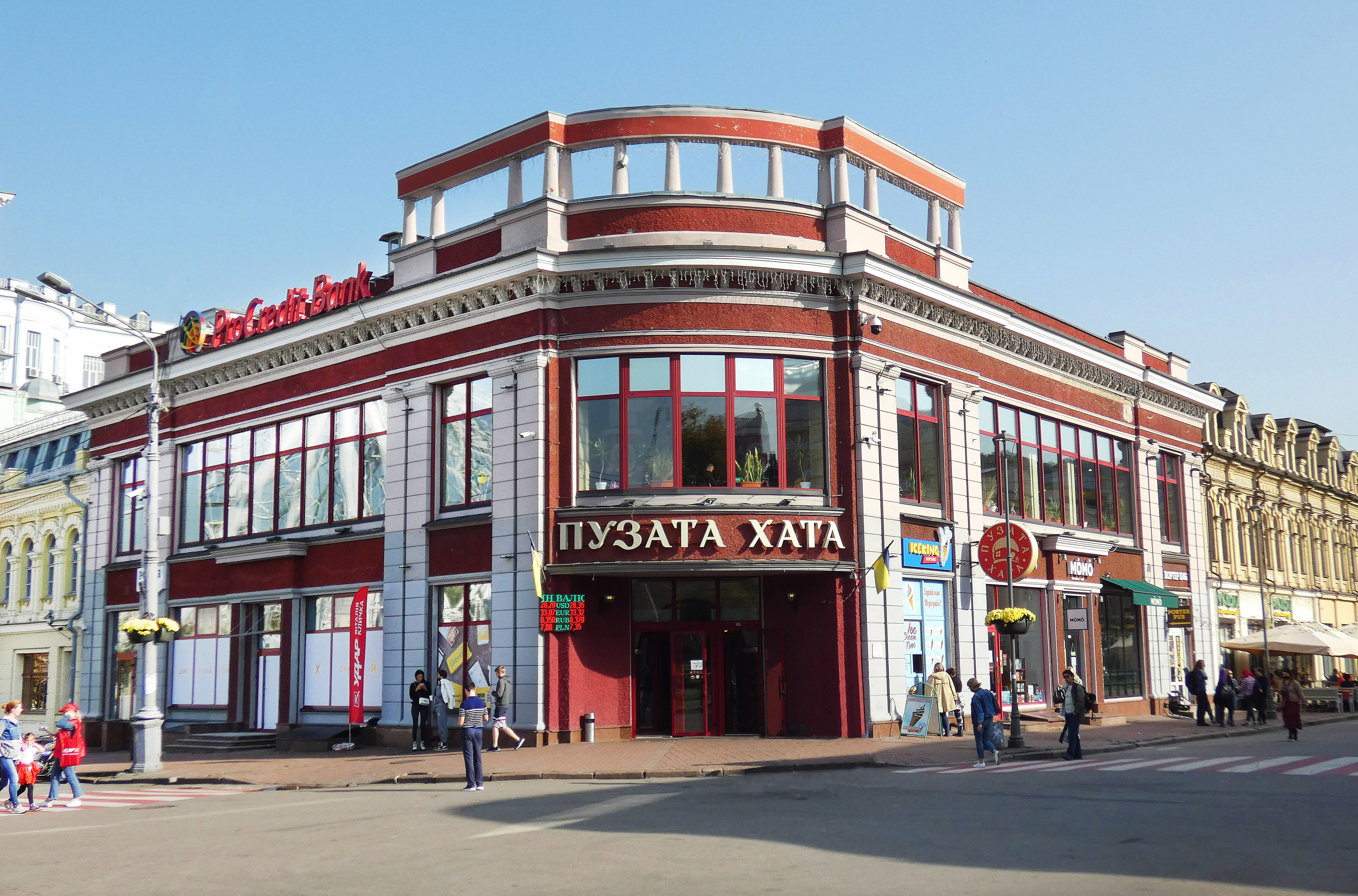
Перебудований універмаг на вулиці Сагайдачного, 24 у Києві

Житловий будинок для працівників міліції

- Проект кінофабрики ВУФКУ в Києві спільно з архітекторами Валеріяном Риковим, Іваном Малоземовим, М. І. Малоземовою і Семеном Барзилович (1925, нині кіностудія імені Олександра Довженка)[2][3];
- Ресторан «Динамо»  (пам'ятка архітектури) спільно з архітектором Йосипом Каракісом (1932—1934);
- Житловий будинок (спільно з Валеріяном Риковим) на Лютеранській вулиці, 4 у Києві (1934);
- Житловий будинок для працівників міліції на Круглоуніверситетській вулиці, 2/1 у стилі конструктивізму (1933—1934)[4], за словами історика архітектури Юрія Асєєва, будинок являє собою «дивно злагоджену кутову композицію»[5];
- Житловий будинок кооперативу «Науковий працівник» на Лютеранській вулиці, 21/12 (спільно з архітекторами Михайлом Семікіним, Всеволодом Обремським, Миколою Холостенко, Олександром Вербицьким) (1931);
- Проєкт реконструкції та розширення іподрому спільно з архітекторами О. Столовим та І. Непше (1935);
- Капітальна реконструкція у 1936—1937 роках будинку на вулиці Сагайдачного, 24 у Києві під універсальний магазин Воєнторгу;
- Кінотеатр на 1200 глядачів на вулиці Великій Васильківській, 19 (під керівництвом Валеріяна Рикова, 1936—1937; війна перешкодила завершенню цього будівництва, в 1952 році недобудовану будівлю було переобладнано в кінотеатр «Київ»);
- Кінотеатр ім. Щорса на вулиці Соборності, 1/3 в м Новоград-Волинський (1939—1941, висота 11,8 м, купольної частини — 16,0 м, площа 1-го поверху — 1145,82 кв. м.);
- Кінотеатр ім. Щорса в Чернігові на вулиці Магістратська, 3 (1939)[6].

## Участь у конкурсах
- 1925 — конкурс на будівництво кінофабрики в Києві[2].

## Проєкти
- Житловий будинок для викладачів і працівників мистецтва в Києві (1934)[2];
- Будинок для колишніх політичних в'язнів із 40 трикімнатними квартирами в Києві (1934);
- Проєкт урядових будівель і центрального майдану (спільно з архітектором І. Непша) (1934).